# Egyetemes Könyvtár
Az Egyetemes könyvtár egy 19. század végi magyar könyvsorozat volt, szerkesztője Ferenczy József. A sorozat a következő köteteket tartalmazta:

## Története
A 19. század második felében kezdtek megjelenni a magyar könyvsorozatok. Ezek egyike volt a Gross Gusztáv-féle győri nyomdában kiadott Egyetemes könyvtár. A sorozat, nevéhez híven, meglehetősen változatos témakörű műveket juttatott el a művelődni vágyó nagyközönség számára, bizonyos tekintetben a budapesti Olcsó Könyvtár győri megfelelője volt. A művek jelentős része szépirodalmi (epika, líra, dráma), más részük tudományos (életrajzok, történeti- és földrajzi művek) alkotások voltak. A sorozatot a neves irodalomtörténész, Ferenczy József (1855–1928) szerkesztette.
„A tartalmilag  is  igényesen  válogatott sorozatba a magyar szerzők közül  bekerült  például  Berzsenyi Dániel, Csokonai Vitéz Mihály, Kölcsey Ferenc, Katona József, Reviczky Gyula, Kisfaludy Károly és Zrínyi Miklós; a külföldi szerzők közül sok más híresség mellett Calderon, Heine, Ibsen, Goethe és Tolsztoj nevével találkozhatunk; de jelentek meg tanulmányok és életrajzok is – többek  között  Széchenyi  Istvánról,  Deák  Ferencről  és  Kossuth  Lajosról.  Gross  Gusztáv ezen – mintegy 130 munkát megjelentető – sorozat kiadásával  jelentős  mértékben  hozzájárult az irodalmi értékek megismertetéséhez, az érdeklődők olcsó és színvonalas irodalommal való ellátásához.”
Hasonlított a sorozat az Olcsó Könyvtárra abban is, hogy kötetei kis méretű (16 x 12 cm) füzetek voltak, és abban is, hogy a nagyobb terjedelmű részek több sorszámot fedtek le (pl. 59–60.). Az első kötet 1888-ban jelent meg. Könyvészeti adatok hiánya miatt nem ismert pontosan, meddig létezett a sorozat. Teljes lista az 1895-ig megjelent 76 részről van. Ezt követően elszórt adatok (elsősorban a napjainkban már ritkává vált kötetek felbukkanása) utalnak arra, hogy a sorozat legalább még egyszer ennyi kötetet tartalmazott. Az utolsó ismert kötet a 171–172-es számon megjelent Rudyard Kipling Indiai történetei, kiadási éve nem ismert.
Mivel az utolsó köteteknél már Ferenczy helyett Darvas Henrik szerkesztő, és Gross Gusztáv helyett Braun J. Felix szerepel kiadóként, elképzelhető, hogy másik sorozatról van szó, de lehet, hogy a kiadó változásával a sorozat azonos maradt.

## Kiállítása
Az egyes füzetek olcsó papírborítóval jelentek meg. Ezeknek – feltehetően az idő előrehaladtával változó – három fő típusa ismert:
- legkorábbi köteteknél: sorozatmintás díszes keret, amely a címlap felső harmadánál össze is kötötte a két oldalt, két mezőt hozva létre; az elválasztóval közepén szerepelt a mű sorszáma; felső mezőben a sorozat neve félkövér nagybetűvel szedve, alatta a szerkesztő nagybetűvel; alsó mezőben díszes nagybetűvel a cím, alatta szerző, kiadó címre, kiadó neve, kiadási hely.[4]
- későbbi köteteknél: bal oldalt és felül indás növényi díszkeret, ezen oldalt a füzet ára, felül a sorozat neve, az adott kötet sorszáma; az üres mezőben a kötet címe, írója, alatta növényi dísz, legalul a kiadás helye, kiadó neve.[5]
- utolsó köteteknél: a korai kötetekhez hasonló, de nem díszes keret, vízszintesen három részre osztott középső mező, felül sorozat- és szerkesztőnév, középen cím, író, alul kiadási adatok.[6]

## 1888–1895
- 1. Trefort Ágoston. Emlékbeszéd Lukács Móric felett. (28 l.) 1888.
- 2. Tolnai Lajos. A kigyó. Elbeszélés. (51 l.) 1888.
- 3. Rousseau. Carriére után Ferenczy József. (33 l.) 1888.
- 4. Sebesztha Károly. Lélektani rajzok. (109 l.) 1888.
- 5. Ujabb angol költők. Angolból dr. Koltai Virgil. (93 l.) 1888.
- 6. Kölcsey Ferenc. Parainesis. (68 l.) 1888.
- 7. Dömötör Pál. Költemények. (64 l.) 1889.
- 8. Csengeri János. Homeros. (42 l.) 1889.
- 9. Katona József. Bánk bán. Dráma 5 szakaszban. (159 l.) 1889.
- 10. Tükördarabok. Forditotta Ferenczy József. (114 l.) 1889.
- 11. Sebesztha Károly. Gróf Széchenyi István. (76 l.) 1889.
- 12. Calderon. Saját becsületének orvosa. Szinmű 3 felv. Spanyolból forditotta Beksics Gusztáv. (120 l.) 1889.
- 13. Heine költeményei. Forditotta Endrődi Sándor. (120 l.) 1889.
- 14. Pulszky Ferenc. Publicistikai dolgozatok. (76 l.) 1889.
- 15. Ferenczy József. Emlékbeszéd Tóth Kálmán felett. (38 l.) 1889.
- 16. Rogeard. Képek a francia irodalomból. (66 l.) 1889.
- 17. Kisfaludy Károly. A fösvény. Vigjáték. (44 l.) 1889.
- 18. Gabányi Árpád. A mama. Elbeszélés. (39 l.) 1889.
- 19. Heine költeményei. Forditotta Endrődi Sándor. II. (142 l.) 1889.
- 20. Ferenczy József. Emlékbeszéd Trefort Ágoston felett. (44 l.) 1889.
- 21. Siemienski Lucián. Két beszély. Lengyelből forditotta Cs. Lechner László. (69 l.) 1889.
- 22. Szász Károly. Az ember tragédiájáról. (80 l.) 1889.
- 23. Irmei Ferenc. Juvenál. (49 l.) 1889.
- 24. Harrach József. Közlemények a zeneművészet köréből. (71 l.) 1889.
- 25. Gaal Mózes. Költemények. (104 l.) 1889.
- 26. Szalay László. Thiers. (104 l.) 1889.
- 27. Reviczky Gyula. Margit szerencséje. Regény. (114 l.) 1889.
- 28. Dr. Darvai Móric. Üstökös csillagok. (87 l.) 1889.
- 29. Carlyle. Th. Bursn Róbert. Angolból forditotta dr. Koltai Virgil. (87 l.) 1889.
- 30. Czakó Zsigmond. Végrendelet. Dráma öt felvonásban. (88 l.) 1889.
- 31. Boros Gábor. Euripides. (97 l.) 1892.
- 32. Népdalok. A magyar nép ajkán élő dalok gyüjteménye. (80 l.) 1892.
- 33. Obernyik Károly. Örökség. Dráma 5 felvonásban. (82 l.) 1892.
- 34. Dr. Roscher Vilmos. A nagy városok földrajzi fekvéséről. Forditotta dr. Szalay László. (40 l.) 1892.
- 35. Sebesztha Károly. Kossuth Lajos élete. (64 l.) 1892.
- 36. Szulik József. Viszhangok. Ujabb költemények. Műforditások. (108 l.) 1892.
- 37. Ibsen Henrik. Nóra. Szinmű 3 felvonásban. Forditotta Reviczky Gyula. (119 l.) 1892.
- 38. Berzsenyi Dániel költeményei. (104 l.) 1892.
- 39. Macaulay. Dane. Ford. Szulik József. (32 l.) 1892.
- 40. Stein. A nő a nemzetgazdaság terén. Ford. dr. Zollner Béla. (56 l.) 1892.
- 41. Beniczkyné Bajza Lenke. Hol a boldogság? Elbeszélés. (55 l.) 1892.
- 42. Kölcsey Ferenc. Beszédek. (66 l.) 1892.
- 43. Beőthy László. Báró Eötvös József mint regényiró. (52 l.) 1892.
- 44. Rónaszéky Gusztáv. Asszonyok bűne. Fővárosi életkép dalokkal 3 felvonásban. (112 l.) 1892.
- 45. Kisfaludy Károly. Iréne. Szomorújáték öt felvonásban. (100 l.) 1892.
- 46. Sebesztha Károly. Deák Ferenc, a haza bölcse. (55 l.) 1892.
- 47. Beniczkyné Bajza Lenke. Osztatlanul. Elbeszélés. (68 l.) 1892.
- 48–49. Kölcsey Ferenc versei. 2 füzet. (175 l.) 1892.
- 50. Ferenczy József. Az élcről. (25 l.) 1892.
- 51–54. Verne Gyula. Öt hét léghajón. Forditotta Barabás Ferenc. (364 l.) 1892.
- 55–56. Rudnyánszky Gyula. Költemények. (139 l.) 1892.
- 57. Kisfaludy Károly. Tihamér. Elbeszélés. (84 l.) 1893.
- 58. Beniczkyné-Bajza Lenke. Rózsa-e vagy viola? (40 l.) 1893.
- 59–60. Ifj. Dumas Sándor. A kaméliás hölgy. Dráma öt felvonásban. Forditotta dr. Baján Miksa. (118 l.) 1893.
- 61. Habicht Lajos. A jakobinusnő boszuja. Németből forditotta Csataghy Lechner László. (94 l.) 1893.
- 62. Sebesztha Károly. A rabszolgaság az ókori népeknél. (45 l.) 1893.
- 63–65. Carmen Sylva és Mite Kremnitz. Astra. Forditotta Harmath Lujza. (224 l.) 1893.
- 66. Gabányi Árpád. Az apósok. Vigjáték. 1894.
- 67. Bogdanovics György. Tárczák. 1894.
- 68. Hajnóczy R. József. Hajnóczy József élete 1750–1795.
- 69. Ferenczy József. Jókai mint hirlapiró. (31 l.) 1894.
- 70. Csokonai versei. I. Ódák. (78 l.) 1894.
- 71. Csokonai versei. II. Lilla. Érzékeny dalok. (96 l.) 1894.
- 72–73. Sardou Viktor. Fedóra. Szinmű 3 felvonásban. Forditotta Zoltán Vilmos. (146 l.) 1895.
- 74. Gróf Tolstoj Leo. Mi tartja fenn az embereket? Elbeszélés az orosz népéletből. Forditotta Harmath Lujza. (32 l.) 1895.
- 75–76. Wildenbruch Ernő. Lidércfény. Forditotta Benedek Árpád. (148 l.) 1895.

## 1895 után
Az 1895. évi 76. kötet után Petrik Géza Könyvészete nem számol be további kötetekről. Ennek ellenére ismeretes, hogy további kötetek megjelentek, azonban a teljes lista hiányos:
- 82. Kisfaludy Károly: Csalódások. Vigjáték négy felvonásban[7]
- 103–104. Ifj. Dumas S.: A kaméliás hölgy. Ford.: Dr. Baján Miksa.[8]
- 112–115. Sennovitz Gyula: A magyar történelem időrendi átnézete. A legrégibb időktől a jelenkorig/Különös tekintettel az 1848/49. eseményekre. Kapcsolatban a világtörténelem főbb eseményeivel. Származási táblákkal. Megántanulmányozásra. Gymnáziumi, reál- és keresk. akadémiai használatra[9]
- 125–127. Sardou Viktor: Fedora. Ford.: Zoltán Vilmos.[8]
- 162–167. Gróf Zrinyi Miklós: Szigeti veszedelem. Tizenöt énekben[10]
- 171–172. Rudyard Kipling: Indiai történetek I-II. Elbeszélések[11]